# Notre-Dame (Saint-Clair-sur-Epte)

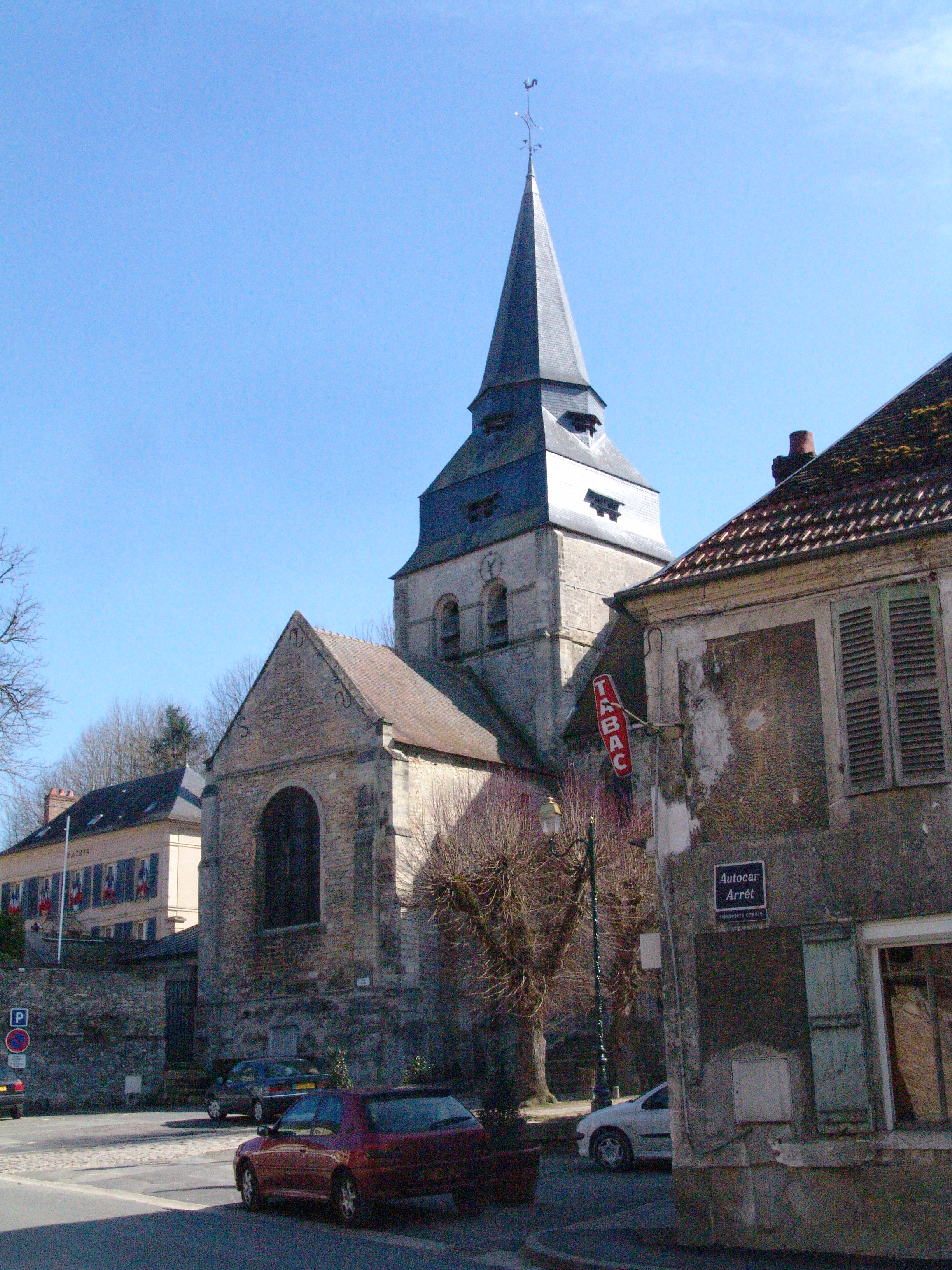
Kirche Notre-Dame in Saint-Clair-sur-Epte

Die katholische Kirche Notre-Dame in Saint-Clair-sur-Epte, einer Gemeinde im Département Val-d’Oise in der französischen Region Île-de-France, geht auf das 11. Jahrhundert zurück. Seit 1938 steht die Kirche als Monument historique auf der Liste der Baudenkmäler in Frankreich.

## Geschichte und Beschreibung
Die der Muttergottes geweihte Kirche geht auf die Kirche eines Benediktinerpriorats zurück. Von diesem romanischen Bau aus dem 11. Jahrhundert sind noch Teile des nördlichen Seitenschiffs und der Chor erhalten. Da die Kirche Reliquien des hl. Clair du Beauvaisis aufbewahrt, wird die Kirche auch als St. Clair bezeichnet. Seit dem Mittelalter finden Wallfahrten zu Ehren des Heiligen statt.
Die Kirche wurde im 15. Jahrhundert um ein südliches Seitenschiff erweitert, das im Flamboyantstil ausgeführt wurde.
Bei Ausgrabungen im 20. Jahrhundert wurden merowingische Sarkophage in der Kirche gefunden.